# シレット管区
シレット管区（シレットかんく）は、バングラデシュの最高の地方行政区域である管区の一つ。チッタゴン管区、ダッカ管区と接し、北から東南はインドとの国境を有する。

## 地理
管区内は他の管区に比べ高低差が大きい。またシレット語はベンガル語シレット方言と見なされることも多いが、ベンガル語と比べて音声上の違いが非常に大きく、一般に他の地域のバングラデシュ人にとってわかりにくい。

## 歴史
1303年にスーフィーのシャー・ジャラール(en)によってシレットが征服され、それ以降現在のシレット管区ではイスラム化が進んだ。
現在のシレット管区は英領時代は現在のインド、アッサム州の管轄下にあったが、1947年にムスリム（イスラム教徒）の多さからパキスタンに割譲された。のちに東パキスタン（現在のバングラデシュ）はパキスタンから分離独立するが、同時にシレット管区も東パキスタンの領土となった。インド領として残ったen:Karimganj districtでは分離独立運動が起っている。
2022年4月、洪水が発生、シレット管区の84％が浸水した。同年5月だけでも9万3000棟、小学校419校が損壊した。

## 行政区画
1. ハビガンジ県
2. マウルビバザール県
3. スナマンジ県（英語版）
4. シレット県（英語版）

## 経済
自然の資源が多いとされる。また茶の生産でも有名である。